# 44 d'Aquari
44 d'Aquari (44 Aquarii) és una estrella de la Constel·lació d'Aquari. Té una magnitud aparent de 5,75. Es tracta d'una estrella gegant groga; posseeix una magnitud absoluta de 0,66 i la seva velocitat radial positiva indica que l'estrella s'allunya del sistema solar.

## Observació
Es tracta d'una estrella situada a l'hemisferi celeste austral, molt a prop de l'equador celeste;el que comporta que pugui ser observada des de totes les regions habitades de la Terra, exceptuant el cercle polar àrtic. A l'hemisferi sud sembla circumpolar només en les àrees més internes de l'antàrtida, sent de magnitud 5,75 es troba al límit de la visibilitat a ull nu. El millor període per a la seva observació és entre els mesos d'agost i desembre. El període de visibilitat és pràcticament el mateix en els dos hemisferis degut a la seva posició propera a l'equador celeste.